# Kidnapped
Kidnapped er en dansk krimikomedie fra 1935, skrevet og instrueret af Alice O'Fredericks og Lau Lauritzen jun.

## Medvirkende
- Ib Schønberg
- Connie Meiling
- Arthur Jensen
- Olga Svendsen
- Aase Madsen
- Eigil Reimers
- Per Gundmann
- Holger-Madsen
- Alex Suhr